# Cuts Like a Knife (canción)
«Cuts Like A Knife» es una canción escrita por Bryan Adams y Jim Vallance para el tercer álbum de estudio de Adams Cuts Like A Knife de 1983. El segundo sencillo del álbum, "Cuts Like A Knife", alcanzó el número 6 en la BillboardRock Tracks chart y el número 15 en la  BillboardHot 100. La canción ha aparecido en todos los álbumes de compilación de Adams, con la excepción deThe Best Of Me.
- Datos: Q2678990